# 24 Batalion Saperów (1939)
24 batalion saperów (24 bsap) – oddział saperów Wojska Polskiego II RP.
Batalion nie występował w pokojowej organizacji wojska. Został sformowany w 1939 przez 4 pułk saperów z Przemyśla.

## Formowanie i działania
Baon saperów typ II b nr 24 został sformowany zgodnie z planem mobilizacyjnym „W” 31 sierpnia 1939 roku, w Przemyślu, w I rzucie mobilizacji powszechnej. Jednostką mobilizującą był 4 pułk saperów. Po zakończeniu mobilizacji batalion wszedł w skład 24 Dywizji Piechoty i w jej składzie walczył w kampanii wrześniowej.

## Organizacja i obsada personalna batalionu
Obsada personalna we wrześniu 1939:
- dowódca baonu – mjr sap. Stefan Piętka[a][b]
- zastępca dowódcy batalionu – NN
- dowódca 1 kompanii saperów – ppor. rez. Jerzy Gaździalski
- dowódca 2 kompanii saperów – por. Władysław Nowik
- dowódca kolumny saperskiej – por. rez. Antoni Maksymilian Otrębski